# Władysław Ziółek

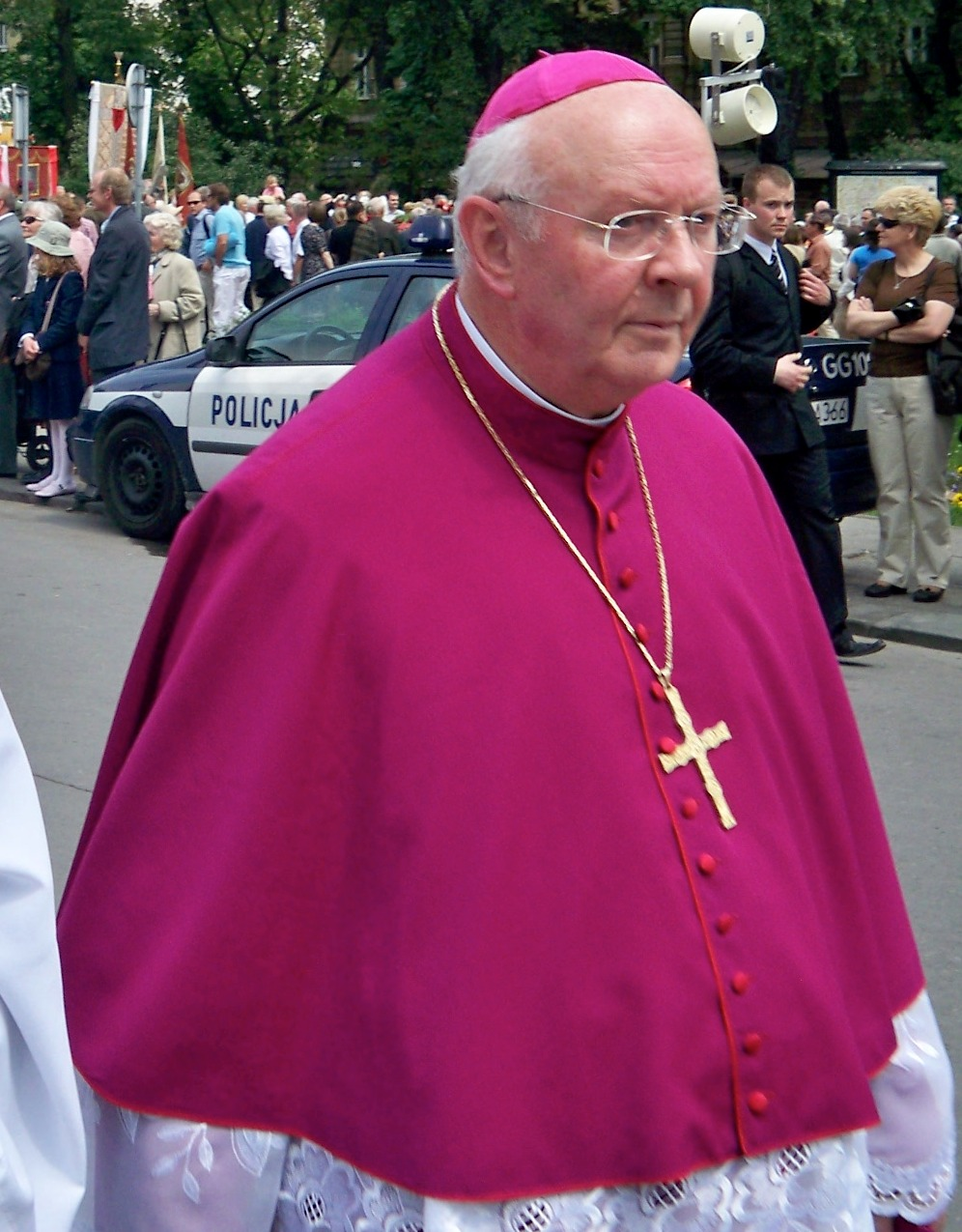
Władysław Ziółek (2009)

Władysław Ziółek (* 22. Juni 1935 in Komorniki) ist emeritierter Erzbischof von Łódź.

## Leben
Der emeritierte Militärvikar von Polen, Józef Gawlina, weihte ihn am 13. Juli 1958 zum Priester des Bistums Łódź. Ziółek studierte kanonisches Recht an der Päpstlichen Universität Gregoriana und wurde dort promoviert. Im Bistum Łódź war er später Diözesankanzler.
Papst Johannes Paul II. ernannte ihn am 12. März 1980 zum Titularbischof von Risinium und zum Weihbischof in Łódź. Die Bischofsweihe spendete ihm der Bischof von Łódź, Józef Rozwadowski, am 4. Mai desselben Jahres; Mitkonsekratoren waren Jan-Wawrzyniec Kulik, Weihbischof in Łódź, und Bohdan Bejze, Weihbischof in Łódź. Als Wahlspruch wählte er In virtute Spiritus.
Der Papst ernannte ihn am 24. Januar 1986 zum Bischof von Łódź. Mit der Erhebung zum Erzbistum am 25. März 1992 wurde er zum Erzbischof von Łódź ernannt. Im Oktober 1994 nahm Ziółek an der IX. Generalversammlung der Bischofssynode teil.
Am 11. Juli 2012 nahm Papst Benedikt XVI. sein aus Altersgründen vorgebrachtes Rücktrittsgesuch an.